# Port Orange, Florida
Port Orange är en stad (city) i Volusia County, i delstaten Florida, USA. Enligt United States Census Bureau har staden en folkmängd på 56 529 invånare (2011) och en landarea på 69 km².